# Darko Milas
Darko Milas (Vukovar, 1959.) je hrvatski kazališni, televizijski i filmski glumac i redatelj. 

## Filmografija

### Televizijske uloge
- "Gora" kao geolog (2023.)
- "Šutnja" kao inspektor Vladimir Kovač (2021. – 2023.)
- "Minus i plus" kao Vlado (2021.)
- "Rat prije rata" kao hrvatski operativac #1 (2018.)
- "Novine" kao Ilija Bubalo (2016. – 2020.)
- "Zlatni dvori" kao Antun Galović (2016. – 2017.)
- "Nemoj nikome reći" kao Ivan Vuković (2015. – 2017.)
- "Počivali u miru" kao Nikola Car (2013. – 2018.)
- "Loza" kao Grubišić (2011. – 2012.)
- "Dolina sunca" kao dr. Ivan Domić (2010.)
- "Zakon!" kao Darko Pakšec (2009.)
- "Sve će biti dobro" kao dr. Ivan Domić (2008. – 2009.)
- "Bitange i princeze" kao Jadranko / službenik / agent Javorko (2008. – 2009.)
- "Odmori se, zaslužio si" kao sudski službenik (2008.)

### Filmske uloge
- "A bili smo vam dobri" (2021.)
- "Broj 55" kao Đero (2014.)
- "Most na kraju svijeta" (2014.)
- "Djeca jeseni" kao Ilija Mamula (2013.)
- "Korak po korak" kao mladi gazda (2011.)
- "Max Schmeling" kao Striblingov otac (2010.)
- "Iza stakla" kao primarijus (2008.)
- "Kradljivac uspomena" (2007.)
- "Družba Isusova" kao rektor (2004.)
- "Kraljica noći" kao časnik JNA (2001.)
- "Srce nije u modi" kao prodavač karata (2000.)
- "Crvena prašina" kao Zelenčić (1999.)
- "Vrijeme za..." (1993.)
- "Detonator" kao Kuznetsov (1993.)
- "Narodni mučenik" (1993.)
- "Volio bih da sam golub" (1990.)
- "Obećana zemlja" kao milicajac na sudnici #1 (1986.)
- "Put u raj" kao telefonist, bolničar i Marcus Junius Brutus (1985.)

### Redateljske uloge
- "Đakovačkih vezova" kao redatelj/glumac u predstavi (2014. do danas)
- "Vinkovačke jeseni" redatelj/glumac u predstavi (2015. do danas)

## Vanjske poveznice
- Darko Milas u internetskoj bazi filmova IMDb-u (engl.)
- Stranica na Gavella.hr